# Pat Jablonski
Pour les articles homonymes, voir Jablonski.
Patrick D. Jablonski (né le 20 juin 1967 à Toledo, dans l'État de l'Ohio aux États-Unis) est un joueur professionnel retraité de hockey sur glace ayant évolué à la position de Gardien de but.

## Carrière
Réclamé au septième tour du repêchage de la Ligue nationale de hockey en 1985 par les Blues de Saint-Louis, Jablonski poursuit au niveau junior durant les quatre saisons suivantes pour les Spitfires de Windsor de la Ligue de hockey de l'Ontario.
Il devient joueur professionnel en 1988 en rejoignant le club affilié aux Blues dans la Ligue internationale de hockey, les Rivermen de Peoria. Dès la saison suivante, il obtient son premier départ dans la LNH.
En 1993, il est échangé au Lightning de Tampa Bay par les Blues de Saint-Louis avec Steve Tuttle, Rob Robinson et Darin Kimble pour des considérations futures et il obtient pour la première fois un poste de numéro un dans la LNH. Le 21 février 1994, droits vendus aux Maple Leafs de Toronto par le Lightning de Tampa Bay et il sert l'année suivante d'auxiliaire à Daren Puppa avant de se voir être échangé contre une somme d'argent aux Maple Leafs de Toronto en milieu de saison.
Le 2 octobre 1995, réclamé par les Blues de Saint-Louis des Maple Leafs de Toronto au repêchage inter-équipes. Le 7 novembre 1995, échangé aux Canadiens de Montréal par les Blues de Saint-Louis en retour de Jean-Jacques Daigneault. Le 18 mars 1997, échangé aux Coyotes de Phoenix par les Canadiens de Montréal en retour de Steve Cheredaryk. Le 12 août 1997, signe avec les Hurricanes de la Caroline comme joueur autonome. De 1995 à 1999, il portera les couleurs de quatre autres équipes de la LNH avant de rejoindre pour deux saisons le Frölunda HC de la Elitserien en Suède. Au terme de la saison 2000-2001, il annonce son retrait de la compétition.
Au niveau international, il partage le filet avec Peter Ing pour les États-Unis lors du championnat du monde junior de 1987, puis est réserviste à la Coupe Canada 1991 et sera l'auxiliaire lors du Championnat du monde de 1993 et du Championnat du monde de 1995.

### Statistiques de gardien en carrière
| 1984-1985  | Compuware Ambassadors de Détroit | NAHL           | 29  | -- | -- | -- | 0 | 3,84 | --   |    |    |    |   |      |      |
| 1985-1986  | Spitfires de Windsor             | LHO            | 29  | 6  | 16 | 4  | 1 | 4,46 | --   | 6  | 0  | 3  | 0 | 4,56 | --   |
| 1986-1987  | Spifires de Windsor              | LHO            | 41  | 22 | 14 | 2  | 3 | 3,3  | --   | 12 | 8  | 4  | 0 | 3,21 | --   |
| 1987-1988  | Spitfires de Windsor             | LHO            | 18  | 14 | 3  | 0  | 2 | 2,9  | --   | 9  | 8  | 0  | 0 | 3,13 | --   |
| 1987-1988  | Spitfires de Windsor             | Coupe Memorial |     |    |    |    |   |      |      | 4  | 3  | 1  | 0 | 4    | --   |
| 1987-1988  | Rivermen de Peoria               | LIH            | 5   | 2  | 2  | 1  | 0 | 3,58 | --   |    |    |    |   |      |      |
| 1988-1989  | Rivermen de Peoria               | LIH            | 35  | 11 | 20 | 0  | 1 | 4,77 | --   | 3  | 0  | 2  | 0 | 6    | --   |
| 1989-1990  | Blues de Saint-Louis             | LNH            | 4   | 0  | 3  | 0  | 3 | 4,9  | 8,27 |    |    |    |   |      |      |
| 1989-1990  | Rivermen de Peoria               | LIH            | 36  | 14 | 17 | 4  | 0 | 4,89 | --   | 4  | 1  | 3  | 0 | 5,11 | --   |
| 1990-1991  | Blues de Saint-Louis             | LNH            | 8   | 2  | 3  | 3  | 0 | 3,05 | 89   | 3  | 0  | 0  | 0 | 3,33 | 85,7 |
| 1990-1991  | Rivermen de Peoria               | LIH            | 29  | 23 | 3  | 2  | 0 | 3,53 | --   | 10 | 7  | 2  | 0 | 2,59 | --   |
| 1991-1992  | Blues de Saint-Louis             | LNH            | 10  | 3  | 6  | 0  | 0 | 4,87 | 85,3 |    |    |    |   |      |      |
| 1991-1992  | Rivermen de Peoria               | LIH            | 8   | 6  | 1  | 1  | 1 | 3,53 | --   |    |    |    |   |      |      |
| 1992-1993  | Lightning de Tampa Bay           | LNH            | 43  | 8  | 24 | 4  | 1 | 3,97 | 87,4 |    |    |    |   |      |      |
| 1993-1994  | Lightning de Tampa Bay           | LNH            | 15  | 5  | 6  | 3  | 0 | 3,89 | 85,6 |    |    |    |   |      |      |
| 1993-1994  | Maple Leafs de Saint-Jean        | LAH            | 16  | 12 | 3  | 1  | 1 | 3,05 | --   | 11 | 6  | 5  | 0 | 3,19 | --   |
| 1994-1995  | Wolves de Chicago                | LIH            | 4   | 0  | 4  | 0  | 0 | 4,71 | 86,2 |    |    |    |   |      |      |
| 1994-1995  | Aeros de Houston                 | LIH            | 3   | 1  | 1  | 1  | 0 | 3,01 | 89   |    |    |    |   |      |      |
| 1995-1996  | Blues de Saint-Louis             | LNH            | 1   | 0  | 0  | 0  | 0 | 7,5  | 80   |    |    |    |   |      |      |
| 1995-1996  | Canadiens de Montréal            | LNH            | 23  | 5  | 9  | 6  | 0 | 2,94 | 90,8 | 1  | 0  | 0  | 0 | 1,24 | 94,1 |
| 1996-1997  | Canadiens de Montréal            | LNH            | 17  | 4  | 6  | 2  | 0 | 3,89 | 88,6 |    |    |    |   |      |      |
| 1996-1997  | Coyotes de Phoenix               | LNH            | 2   | 0  | 1  | 0  | 0 | 2,04 | 91,7 |    |    |    |   |      |      |
| 1997-1998  | Hurricanes de la Caroline        | LNH            | 5   | 1  | 4  | 0  | 0 | 3,01 | 87,8 |    |    |    |   |      |      |
| 1997-1998  | Lumberjacks de Cleveland         | LIH            | 34  | 13 | 13 | 6  | 0 | 3,01 | 90,9 |    |    |    |   |      |      |
| 1997-1998  | Rafales de Québec                | LIH            | 7   | 3  | 3  | 0  | 0 | 3,42 | 90,6 |    |    |    |   |      |      |
| 1998-1999  | Wolves de Chicago                | LIH            | 36  | 22 | 7  | 7  | 0 | 3    | 90   | 3  | 2  | 1  | 0 | 3,57 | 86,9 |
| 1999-2000  | Frölunda HC                      | Elitserien     | 27  | -- | -- | -- | 4 | 2,4  | --   | 5  | -- | -- | 0 | 3,62 | --   |
| 2000-001   | Frölunda HC                      | Elitserien     | 22  | -- | -- | -- | 1 | 2,89 | --   | 1  | -- | -- | 0 | 4,5  | --   |
| Totaux LNH | Totaux LNH                       | Totaux LNH     | 128 | 28 | 62 | 18 | 1 | 3,74 | 87,9 | 4  | 0  | 0  | 0 | 2,6  | 88,5 |

### Statistiques en équipe nationale
| Année | Équipe     | Évènement |   | PJ | V  | D    | Moy      | Rang |
| ----- | ---------- | --------- | - | -- | -- | ---- | -------- | ---- |
| 1987  | États-Unis | CMJ       | 4 | -- | -- | 3,90 | 4e place |      |
| 1993  | États-Unis | CM        | 2 | -- | -- | 0,96 | 6e place |      |
| 1995  | États-Unis | CM        | 6 | -- | -- | 2,50 | 6e place |      |

## Honneur et Trophée
- Ligue internationale de hockey : vainqueur avec Guy Hebert du trophée James-Norris remis aux gardiens de l'équipe ayant accordé le moins de buts.

## Transaction en carrière
- Repêchage 1985 : réclamé par les Blues de Saint-Louis (7e choix de l'équipe, 138e au total).
- 19 juin 1992 : échangé par les Blues avec Steve Tuttle, Darin Kimble et Rob Robinson au Lightning de Tampa Bay en retour de compensation future.
- 21 février 1994 : échangé par le Lightning aux Maple Leafs de Toronto en retour d'une somme d'argent.
- 2 octobre 1995 : réclamé au ballotage par les Blues de Saint-Louis
- 7 novembre 1995 : échangé par les Blues de Saint-Louis aux Canadiens de Montréal en retour de Jean-Jacques Daigneault.
- 18 mars 1997 : échangé par les Canadiens aux Coyotes de Phoenix en retour de Steve Cheredaryk.
- 12 août 1997 : signe à titre d'agent libre avec les Hurricanes de la Caroline.